# Cry tough (album van Nils Lofgren)
Cry tough is een elpee van Nils Lofgren uit 1976. Een jaar eerder was hij zijn solocarrière begonnen. Dit album werd zijn derde die hij uitbracht (zijn tweede studioalbum). Ook op dit album schreef hij vrijwel alle nummers zelf, op For your love na dat van de hand van Graham Gouldman komt (bekend van 10cc).
Terwijl zijn gitaarspel op zijn debuutalbum, getiteld Nils Lofgren, vrijwel niet uit de verf was gekomen, had hij daar bij het uitkomen van dit album verandering in gebracht. Hierdoor lag het album ook dichter bij het werk dat zijn fans van hem gewend waren toen bij onder meer voor zijn band Grin speelde.

## Hitnoteringen
Het album bereikte de albumhitlijsten in verschillende landen.
| Land                | pieknotering | aantal weken |
| ------------------- | ------------ | ------------ |
| Nederland           | 12           | 5            |
| Zweden              | 22           | 5            |
| Verenigd Koninkrijk | 9            | 11           |
| Verenigde Staten    | 32           | ?            |

## Nummers
| Nr. | naam                    | duur |
| --- | ----------------------- | ---- |
| A1  | Cry tough               | 5:06 |
| A2  | It's not a crime        | 4:12 |
| A3  | Incidentally            | 3:18 |
| A4  | For your love           | 5:22 |
| B1  | Share a little          | 5:13 |
| B2  | Mud in your eye         | 2:40 |
| B3  | Can't get closer (WCGC) | 3:43 |
| B4  | You lit a fire          | 3:16 |
| B5  | Jailbait                | 3:52 |